# Wladimir Herrera
Wladimir Eliseo Herrera Marilicán (Hualaihué, Chile, 12 de diciembre de 1981) es un exfutbolista chileno. Jugaba como defensa central y su último club fue Deportes Puerto Montt.
Realizó sus estudios básicos en la Escuela Rural Caleta El Manzano y los de enseñanza media en el Liceo Hornopirén.

## Clubes
| Club                  | País  | Año       |
| --------------------- | ----- | --------- |
| Deportes Laja         | Chile | 1999      |
| Ñublense              | Chile | 2000-2005 |
| Audax Italiano        | Chile | 2006      |
| Lota Schwager         | Chile | 2007      |
| Deportes Melipilla    | Chile | 2008      |
| Deportes Copiapó      | Chile | 2009      |
| Deportes Puerto Montt | Chile | 2010      |
| Lota Schwager         | Chile | 2011-2012 |
| Cobresal              | Chile | 2012-2014 |
| Rangers               | Chile | 2014-2015 |
| Deportes Puerto Montt | Chile | 2015-2018 |

## Palmarés

### Campeonatos nacionales
| Título           | Club     | País  | Año  |
| ---------------- | -------- | ----- | ---- |
| Tercera División | Ñublense | Chile | 2004 |